# Ramon Villeró
Ramon Villeró  (Andorra la Vieja, 1955) es un escritor, viajero y fotógrafo andorrano.
Licenciado en Derecho por la Universidad de Barcelona (1976) ha escrito novelas y ha publicado reportajes en la mayoría de revistas especializadas: El Periódico (Dominical) / Magazine (La Vanguardia)  Escape (La Vanguardia) / Avui / Viajar / Viajes /  De Viajes / Viajeros / Rutas del Mundo / Navegar / Skipper / Azul Marino / Ecos de Latinoamérica / GeoMundo (México) / Weekend Viaggi (Italia) / Rotas&Destinos (Portugal) 
En la actualidad es colaborador del programa Gente Viajera (Onda Cero) y columnista del Diari d’Andorra.

## Novelas
- “Leonardo. El amor ha muerto en la India” , Editorial “Andorra Histórica y Literaria”. (1983)
- “Los ojos del mar”  Ninfa publicaciones (1996)
- “La sonrisa de la Tierra” R.BA. Integral. (2005)
- “La sonrisa de la Tierra” (Das Lächeln der Erde) en Alemania. Editorial Rowohlt. (2006)
- “Viaje al corazón del Mediterráneo”. RBA. Integral (2006)
- “El nudo infinito” Ediciones B. Vergara. Millenium.(2010)

## Guías de Viaje
- “Berlín”. Colección Gente Viajera,  Alhena Editorial.(2008)
- “Roma”. Colección Gente Viajera,  Alhena Editorial. (2009)
- “Atenas”. Colección Gente Viajera,  Alhena Editorial. (2010)
- “Estocolmo”. Colección Gente Viajera, Alhena Editorial.(2011)

- Datos: Q16624275